# Сямошиці
Сямошиці (пол. Siamoszyce) — село в Польщі, у гміні Крочиці Заверцянського повіту Сілезького воєводства.
Населення — 213 осіб (2011).
У 1975-1998 роках село належало до Ченстоховського воєводства.

## Демографія
Демографічна структура станом на 31 березня 2011 року:
|          | Загалом | Допрацездатний вік | Працездатний вік | Постпрацездатний вік |
| -------- | ------- | ------------------ | ---------------- | -------------------- |
| Чоловіки | 109     | 20                 | 76               | 13                   |
| Жінки    | 104     | 19                 | 59               | 26                   |
| Разом    | 213     | 39                 | 135              | 39                   |